# Krister Linder
Krister Roger Linder, född den 9 februari 1970 i Kinshasa, är en svensk sångare, musiker, låtskrivare, producent och multikonstnär. Han har arbetat under en rad olika artistnamn som Chris Lancelot och K.

## Biografi
Krister Linder föddes i Kinshasa, och har en kongolesisk mor och en svensk far. Han flyttade i tidig ålder till Stockholm.
Krister Linder fick ett genombrott som 17-åring när han som Chris Lancelot sjöng låtarna Ensam kvar samt ledmotivet i Staffan Hildebrands film Stockholmsnatt. Året därpå sjöng Linder i bandet Grace i Hildebrands Ingen kan älska som vi, och fick en hitsingel med ledmotivet till filmen. Låten, som skrevs av Linder med flera, nådde en fjärde plats på den svenska singellistan, tredje plats på Trackslistan och låg även på Svensktoppen i elva veckor under perioden 27 november 1988 – 19 februari 1989.
Därefter fortsatte Linder, som sångare tillsammans med f.d. Grace-medlemmen Erik Holmberg, i duon Dive. De släppte tre album och fick en hit med singeln Captain Nemo 1990, som Sarah Brightman gjorde en cover på 1993. Linder gjorde därefter elektronisk, instrumental musik på ett antal skivor på mindre bolag under namn som Yeti, Tupilaq, Society, Godkingpriest, Illuminum och Solaroid.
Linder och Katarina Di Leva gjorde 1996 ett timslångt radioprogram, Radio Holtkötter, som vann Ikarospriset. Förutom ett antal enstaka radioprogram gjorde de även en tio episoders programserie för Sveriges Radio P3 betitlad Radio Mirakel.
Under de tidiga åren på 2000-talet samarbetade Krister Linder med olika artister som Cotton Ferox, Peter Benisch och Cari Lekebusch. 2004 gästspelade han på gruppen Vacuums singel They Do It, som han även var med och skrev. 2006 gav han tillsammans med Omnimotion ut singeln Wide Awake. 
I april 2006 lanserades Krister Linders officiella webbplats, med möjligheten att köpa all hans musik digitalt. I september samma år startade han också det egna skivbolaget Ghostfriend, där han släppte sitt första vokala fullängdsalbum på tolv år, betitlat Songs From The Silent Years.
Krister Linder blev även vokalist i hårdrockbandet Enter the Hunt som år 2006 debuterade med Become the Prey E.P.. På metalbandet Katatonias album Night Is the New Day från 2009 gästsjöng Linder på den avslutande låten Departer. 
Han flyttade 2009 till New York, fick visum och bodde där i några år, men bor sedan slutet av 2010-talet i Sverige och Värmland. Han sjöng även låten Shrine of Time på en gala för FN på World Humanitarian Day i New York före Beyoncé, 2012.
Den 30 januari 2016 sjöng Linder med Solar Fields på Världskulturmuseet. 21 november 2016 sjöng Linder Ingen kan älska som vi på Fotbollsgalan i Globen.
2019 var Linder tillbaka med en ny soloplatta med titeln Across The Never.

## Film- och TV-musik
Linder komponerade och producerade musiken till Johan Rencks H&M-reklamkampanj med Karl Lagerfeld, som vann Guldägget för bästa reklamfilm 2005. Han gjorde också musiken till dokumentärfilmen Gitmo: The new rules of war, som vann första pris på Festival international Musique et Cinéma i Auxerre i oktober 2006, för bästa musik i TV-film producerad 2005.

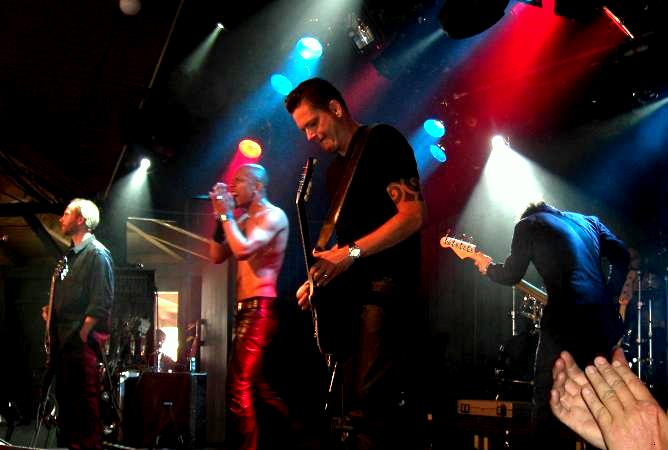
Krister Linder med Enter the Hunt på Hultsfredsfestivalen 2007.

Tillsammans med producentkollegan Thomas Huttenlocher gjorde Linder musiken till Kanal 5:s tv-serie Hombres (2006).
Linder skapade också musiken till kortfilmen Aldrig som första gången från 2006. Filmen regisserades av Jonas Odell och belönades i januari 2007 med en Guldbagge som 2006 års bästa kortfilm.
Linder vann 2008 första pris i kategorin "bästa musik" vid Stockholms filmfestival. Han var den andra personen att belönas med detta pris sedan det instiftades 2007 av kompositören Howard Shore. 
Linder har tillsammans med Carl-Michael Herlöfsson skrivit och framfört titellåten "Blue Skies" till Teresa Fabiks långfilm Prinsessa från 2009.
2009 vann Linder även The Jameson Award i kategorin "bästa musik" på Stockholms filmfestival, för sitt soundtrack till Tarik Salehs animerade långfilm Metropia.
2016 gjorde Linder musiken till Tarik Salehs thrillerfilm The Nile Hilton Incident med premiär 21 januari 2017.
I april 2023 släpptes Linders musik till filmen Boy from Heaven.

## Diskografi

### Soloalbum
- Alaskanlab Sweden 1995, 1995 (som Tupilaq)
- Holtkötter, 1996 (som Yeti)
- First Wave, 2000 (som Solaroid)
- Songs from the Silent Years, 2006
- Metropia, 2009
- The Nile Hilton Incident, 2017
- Across the Never, 2019
- Boy from Heaven, 2023

### Med Enter the Hunt
- Become the Prey (EP) (2006)

- For Life. 'Til Death. To Hell. With Love. (2006)